# Teri Hatcher
Teri Lynn Hatcher (Palo Alto, Califòrnia, 8 de desembre de 1964) és una actriu, escriptora i presentadora estatunidenca. És coneguda per les seves interpretacions en sèries televisives: ha estat la Susan Mayer de la sèrie Desperate Housewives i la Lois Lane de Lois & Clark: The New Adventures of Superman, ambdues de l'ABC. Pel primer d'aquests treballs va guanyar el Globus d'Or a la millor actriu en sèrie de televisió musical o còmica, entre d'altres.

## Biografia
Teri va créixer a Sunnyvale, Califòrnia (Estats Units) com a filla única d'Owen W. Hatcher, físic nuclear i enginyer elèctric d'ascendència anglesa i irlandesa, i d'Esther (Beshur de soltera), programadora informàtica que treballava en la companyia aeroespacial Lockheed Martin, d'ascendència siriana, txeca i irlandesa. Va anar a escola a Sunnyvale i a la universitat a Cupertino (Califòrnia) on va estudiar Matemàtiques i Enginyeria. Fet que utilitza per apostar en les carreres de cavalls, a les quals és molt aficionada, i aprofita per ensenyar matemàtiques a la seva filla a través del joc de les apostes.
Va fer els seus primers papers en el ball, la seva veritable vocació. Va començar rebent classes de dansa en el Saint Joan Girls Ballet Studio, Califòrnia, després va estudiar interpretació en l'American Conservatory Theater i el 1982 ja es considerava una de les ballarines més prometedores de la seva regió. Del ball va passar a la interpretació com a alumna del prestigiós Conservatori Americà de Teatre. El 1984 va aconseguir els seus primers minuts de fama com a animadora dels San Francisco 49ers, un dels principals equips de futbol americà.

### Carrera
El 1985, Hatcher va començar la seva carrera en la televisió en aconseguir, per casualitat, un petit paper de donzella en l'última temporada de la sèrie de comèdia The Love Boat mentre acompanyava a una amiga al càsting. Va aparèixer en un total de 22 episodis fins a la cancel·lació del programa el 1986.
El seu següent treball com a actriu el va obtenir novament en el mitjà televisiu, quan va assumir el paper de Angelica Stimac Clegg en la temporada final de la novel·la de CBS Capitol Records, entre 1986 i 1987. Va figurar en set episodis de la sèrie d'acció MacGyver entre febrer de 1986 i desembre de 1990 en el paper de Penny Parker. Després va realitzar més presentacions com a convidada en les sèries de televisió Night Court, CBS Summer Playhouse i Star Trek: La nova generació. Hatcher també va actuar en dues pel·lícules el 1989, la primera consistia en un paper secundari en la comèdia The Big Picture, on es va fer el seu debut cinematogràfic, i la segona en un paper principal en la pel·lícula d'acció Tango & Cash. Temps després, el 1991, va representar un dels papers principals de la sèrie de curta durada Sunday Dinner, de la cadena CBS. El mateix any, Hatcher va interpretar el paper de l'actriu Ariel Maloney en el llargmetratge Escàndol al plató. La seva següent feina va ser en la pel·lícula de 1992 Straight Talk, protagonitzada per Dolly Parton, on va fer un paper secundari.
Després de diversos anys de papers secundaris i freqüents aparicions en televisió com a convidada, Hatcher va obtenir ampli reconeixement pel paper de Lois Lane en la sèrie d'acció de la cadena ABC, Lois & Clark: The New Adventures of Superman (1993-1997). Allà va compartir escena amb Dean Cain, que va interpretar a Superman. Igualment, va figurar en la pel·lícula de 1994 The Cool Surface, un film de baix pressupost sobre una dona víctima de la violència domèstica, i en El demà no mor mai el 1997, la divuitena pel·lícula de la sèrie de James Bond. Per la seva actuació en Tomorrow Never Dies va ser nominada al premi Saturn per «Millor actriu de repartiment».

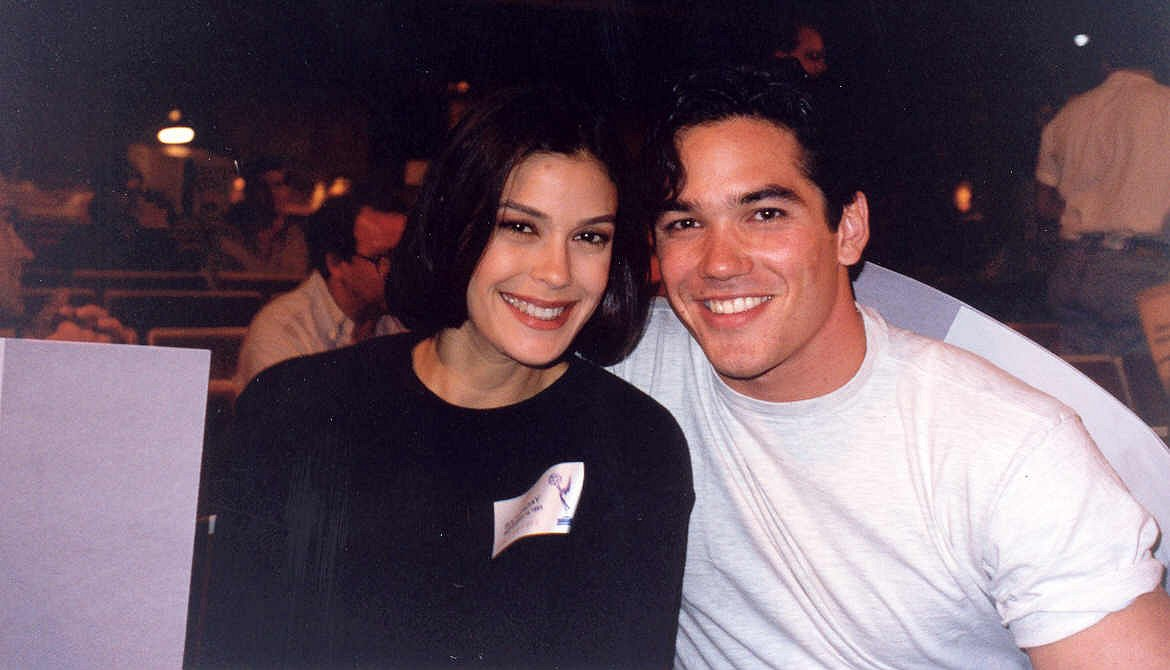
Hatcher al costat del seu col·lega Dean Cain en el lliurament dels premis Emmy, 19 de setembre de 1993.

Després de la cancel·lació de Lois & Clark, l'actriu va realitzar aparicions especials en diverses comèdies de televisió, entre elles Frasier i Seinfeld. Al cinema va destacar amb un paper secundari en el film Spy Kids, de 2003. Hatcher va tornar a la televisió l'octubre de 2004 per protagonitzar juntament amb Felicity Huffman, Marcia Cross i Eva Longoria la comèdia dramàtica d'ABC Desperate Housewives (2004-2012). La sèrie, emesa durant vuit temporades, va tenir una gran acceptació per part dels crítics i el públic en general. Allà va representar el paper de la mestressa de casa i autora de llibres infantils Susan Mayer. Pel seu paper va rebre diversos premis i reconeixements, entre ells un Globus d'Or i tres Premis del Sindicat d'Actors.

## Vida personal
En la seva vida personal ha tingut dos matrimonis fallits, la seva última parella va ser el productor Stephen Kaye, antic promès de la seva companya Eva Longoria en la sèrie que van coprotagonitzar, i de qui es va separar el setembre de 2016. Viu a Studio City, Califòrnia juntament amb la seva única filla, Emerson Rose (10 de novembre de 1997), fruit del seu matrimoni amb l'actor Jon Tenney.
Encara que en l'actualitat Hatcher és una de les actrius de televisió més ben pagades dels Estats Units, no va tenir objeccions a publicar el 2006 el seu primer llibre Burnt Toast: And Other Philosophies of Life, en el qual amb la seva peculiar filosofia de la vida relata els alts i baixos d'una actriu que no sempre va estar en el cim de la fama.
Aquesta actriu solidària ha cedit els seus drets d'imatge de l'última campanya publicitària de la signatura de rellotges de luxe Baume & Mercier amb la finalitat de donar suport a causes humanitàries com la lluita contra el càncer, la promoció de l'educació infantil o el suport a les dones més desfavorides.
D'infant, va ser violada repetidament pel seu oncle. Ho va amagar durant 35 anys, fins que una nova víctima del seu parent va llevar-se la vida. Gràcies a la seva confessió, entre altres proves, l'agressor va ser condemnat a 14 anys de presó per quatre càrrecs d'abús sexual infantil. Amb tot, aquesta experiència també va generar a Hatcher pensaments suïcides que no va arribar a perpetrar mai.

## Premis i nominacions

### Premis
- 2005. Globus d'Or a la millor actriu en sèrie de televisió musical o còmica per Desperate Housewives

### Nominacions
- 2005. Primetime Emmy a la millor actriu en sèrie còmica per Desperate Housewives
- 2006. Globus d'Or a la millor actriu en sèrie de televisió musical o còmica per Desperate Housewives